# US Open 2018

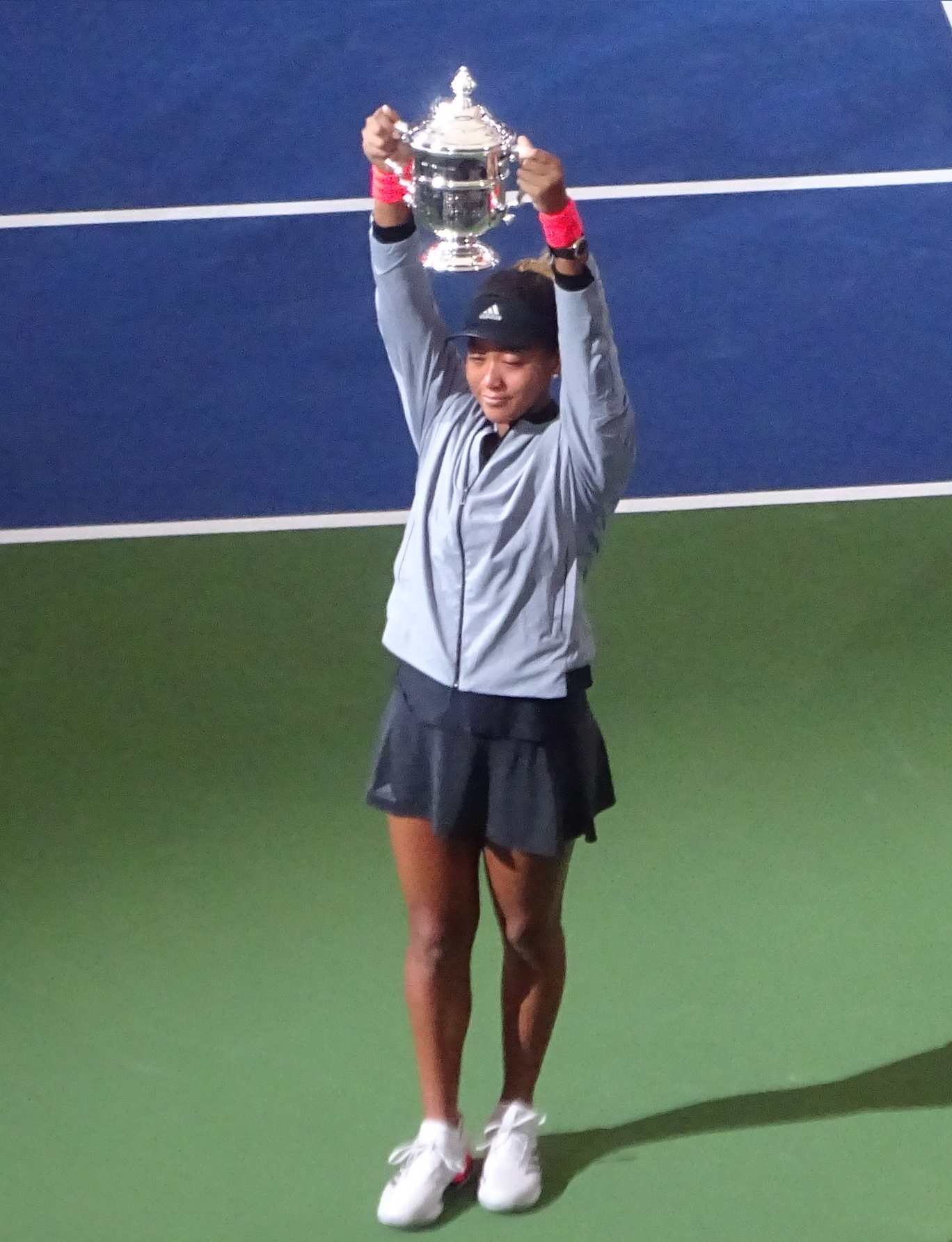
Naomi Osaka vincitrice del singolare femminile

Gli US Open 2018 sono stati un torneo di tennis giocato  all'USTA Billie Jean King National Tennis Center di Flushing Meadows a New York sui campi di cemento DecoTurf all'aperto. Si è trattato della 138ª edizione degli US Open, quarta e ultima prova del Grande Slam nell'ambito dell'ATP World Tour 2018 e del WTA Tour 2018.
I campioni uscenti dei singolari maschile e femminile erano Rafael Nadal e Sloane Stephens.

## Torneo

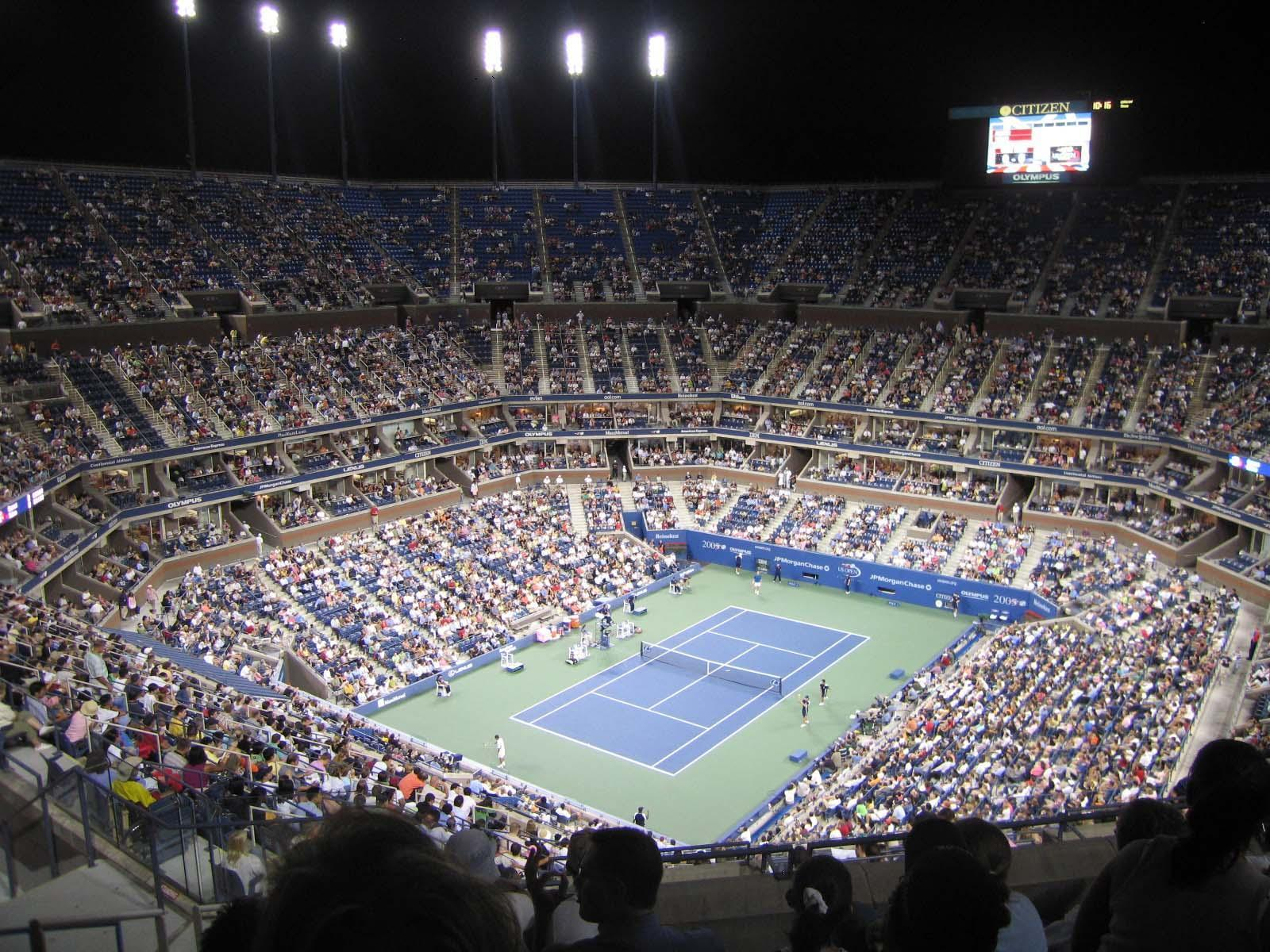
L'Arthur Ashe Stadium dove si sono giocate le finali degli US Open

L'evento è stato organizzato dalla International Tennis Federation (ITF), e faceva parte dell'ATP World Tour 2018 e del WTA Tour 2018 sotto la categoria Grande Slam. Il torneo comprendeva il singolare (maschile, femminile), il doppio (maschile, femminile) e il doppio misto. Si sono disputati anche i tornei di singolare e doppio per ragazze e ragazzi (giocatori under 18), e i tornei di singolare e doppio in carrozzina.
Il torneo si è giocato su quindici campi in cemento DecoTurf, inclusi i tre campi principali: Arthur Ashe Stadium, Louis Armstrong Stadium e Grandstand.

## Teste di serie nel singolare
| Legenda colori              |
| Vincitore                   |
| Finalista                   |
| Semifinalista               |
| Quarti di finale            |
| Eliminati al 1T, 2T, 3T, 4T |

### Singolare maschile
Le teste di serie maschili sono state assegnate seguendo la classifica ATP al 20 agosto 2018.
Nella tabella sottostante ranking e punteggio precedente al 28 agosto 2017.
| Testa di serie | Rank | Giocatore             | Punteggio precedente | Punti da difendere | Punti conquistati | Nuovo punteggio | Situazione                                          |
| -------------- | ---- | --------------------- | -------------------- | ------------------ | ----------------- | --------------- | --------------------------------------------------- |
| 1              | 1    | Rafael Nadal          | 10,040               | 2,000              | 720               | 8,760           | Ritirato in SF contro Juan Martín del Potro [3]     |
| 2              | 2    | Roger Federer         | 7,080                | 360                | 180               | 6,900           | Eliminato al 4T da John Millman                     |
| 3              | 3    | Juan Martín del Potro | 5,500                | 720                | 1,200             | 5,980           | Sconfitta in finale contro Novak Đoković [6]        |
| 4              | 4    | Alexander Zverev      | 4,845                | 45                 | 90                | 4,890           | Eliminato al 3T da Philipp Kohlschreiber            |
| 5              | 5    | Kevin Anderson        | 4,615                | 1,200              | 180               | 3,595           | Eliminato al 4T da Dominic Thiem [9]                |
| 6              | 6    | Novak Đoković         | 4,445                | 0                  | 2,000             | 6,445           | Vittoria in finale contro Juan Martín del Potro [3] |
| 7              | 7    | Marin Čilić           | 4,445                | 90                 | 360               | 4,715           | Eliminato ai QF da Kei Nishikori [21]               |
| 8              | 8    | Grigor Dimitrov       | 3,790                | 45                 | 10                | 3,755           | Eliminato al 1T da Stan Wawrinka [WC]               |
| 9              | 9    | Dominic Thiem         | 3,485                | 180                | 360               | 3,665           | Eliminato ai QF da Rafael Nadal [1]                 |
| 10             | 10   | David Goffin          | 3,435                | 180                | 180               | 3,435           | Eliminato al 4T da Marin Čilić [7]                  |
| 11             | 11   | John Isner            | 3,200                | 90                 | 360               | 3,470           | Eliminato ai QF da Juan Martín del Potro [3]        |
| 12             | 12   | Pablo Carreño Busta   | 2,425                | 720                | 45                | 1,750           | Eliminato al 2T da João Sousa                       |
| 13             | 13   | Diego Schwartzman     | 2,380                | 360                | 90                | 2,110           | Eliminato al 3T da Kei Nishikori [21]               |
| 14             | 14   | Fabio Fognini         | 2,190                | 10                 | 45                | 2,225           | Eliminato al 2T da John Millman                     |
| 15             | 15   | Stefanos Tsitsipas    | 2,042                | (125)†             | 45                | 1,962           | Eliminato al 2T da Daniil Medvedev                  |
| 16             | 16   | Kyle Edmund           | 1,935                | 90                 | 10                | 1,855           | Eliminato al 1T da Paolo Lorenzi                    |
| 17             | 17   | Lucas Pouille         | 1,915                | 180                | 90                | 1,825           | Eliminato al 3T da João Sousa                       |
| 18             | 18   | Jack Sock             | 1,815                | 10                 | 45                | 1,850           | Eliminato al 2T da Nikoloz Basilašvili              |
| 19             | 22   | Roberto Bautista Agut | 1,650                | 90                 | 10                | 1,570           | Eliminato al 1T da Jason Kubler [WC]                |
| 20             | 20   | Borna Ćorić           | 1,735                | 90                 | 180               | 1,825           | Eliminato al 4T da Juan Martín del Potro [3]        |
| 21             | 19   | Kei Nishikori         | 1,755                | 0                  | 720               | 2,475           | Eliminato in SF da Novak Đoković [6]                |
| 22             | 21   | Marco Cecchinato      | 1,734                | (48)†              | 10                | 1,696           | Eliminato al 1T da Julien Benneteau                 |
| 23             | 23   | Chung Hyeon           | 1,630                | 45                 | 45                | 1,630           | Eliminato al 2T da Michail Kukuškin                 |
| 24             | 27   | Damir Džumhur         | 1,475                | 90                 | 10                | 1,395           | Eliminato al 1T da Dušan Lajović                    |
| 25             | 24   | Milos Raonic          | 1,575                | 0                  | 180               | 1,755           | Eliminato al 4T da John Isner [11]                  |
| 26             | 25   | Richard Gasquet       | 1,535                | 10                 | 90                | 1,615           | Eliminato al 3T da Novak Đoković [6]                |
| 27             | 26   | Karen Chačanov        | 1,525                | 10                 | 90                | 1,605           | Eliminato al 3T da Rafael Nadal [1]                 |
| 28             | 28   | Denis Shapovalov      | 1,385                | 205                | 90                | 1,270           | Eliminato al 3T da Kevin Anderson [5]               |
| 29             | 29   | Adrian Mannarino      | 1,365                | 90                 | 10                | 1,285           | Eliminato al 1T da Frances Tiafoe                   |
| 30             | 30   | Nick Kyrgios          | 1,345                | 10                 | 90                | 1,425           | Eliminato al 3T da Roger Federer [2]                |
| 31             | 32   | Fernando Verdasco     | 1,330                | 45                 | 90                | 1,375           | Eliminato al 3T da Juan Martín del Potro [3]        |
| 32             | 33   | Filip Krajinović      | 1,314                | (29)+(33)†         | 10+20             | 1,282           | Ritirato al 1T contro Matthew Ebden                 |
| N/A            | 55   | John Millman          | 963                  | 90                 | 360               | 1,233           | Eliminato ai QF da Novak Đoković [6]                |

†Il giocatore non si è qualificato nell'edizione 2017, ma difende punti di uno o più tornei dell'ATP Challenger Tour 2017.

### Singolare femminile
Le teste di serie femminile sono state assegnate seguendo la classifica WTA al 20 agosto 2018.
Nella tabella sottostante ranking e punteggio precedente al 28 agosto 2017.
| Testa di serie | Rank | Giocatore                | Punteggio precedente | Punti da difendere | Punti conquistati | Nuovo punteggio | Situazione                                     |
| -------------- | ---- | ------------------------ | -------------------- | ------------------ | ----------------- | --------------- | ---------------------------------------------- |
| 1              | 1    | Simona Halep             | 8,061                | 10                 | 10                | 8,061           | Eliminata al 1T da Kaia Kanepi                 |
| 2              | 2    | Caroline Wozniacki       | 5,975                | 70                 | 70                | 5,975           | Eliminata al 2T da Lesja Curenko               |
| 3              | 3    | Sloane Stephens          | 5,482                | 2,000              | 430               | 3,922           | Eliminata ai QF da Anastasija Sevastova [19]   |
| 4              | 4    | Angelique Kerber         | 5,305                | 10                 | 130               | 5,425           | Eliminata al 3T da Dominika Cibulková [29]     |
| 5              | 5    | Petra Kvitová            | 4,885                | 430                | 130               | 4,585           | Eliminata al 3T da Aryna Sabalenka [26]        |
| 6              | 6    | Caroline Garcia          | 4,725                | 240                | 130               | 4,615           | Eliminata al 3T da Carla Suárez Navarro [30]   |
| 7              | 7    | Elina Svitolina          | 4,555                | 240                | 240               | 4,555           | Eliminata al 4T da Anastasija Sevastova [19]   |
| 8              | 8    | Karolína Plíšková        | 4,105                | 430                | 430               | 4,105           | Eliminata ai QF da Serena Williams [17]        |
| 9              | 9    | Julia Görges             | 3,900                | 240                | 70                | 3,730           | Eliminata al 2T da Ekaterina Makarova          |
| 10             | 10   | Jeļena Ostapenko         | 3,787                | 130                | 130               | 3,787           | Eliminata al 3T da Marija Šarapova [22]        |
| 11             | 11   | Dar'ja Kasatkina         | 3,525                | 240                | 10                | 3,295           | Eliminata al 1T da Tímea Babos                 |
| 12             | 12   | Garbiñe Muguruza         | 3,500                | 240                | 70                | 3,330           | Eliminata al 2T da Karolína Muchová [Q]        |
| 13             | 13   | Kiki Bertens             | 3,260                | 10                 | 130               | 3,380           | Eliminata al 3T da Markéta Vondroušová         |
| 14             | 14   | Madison Keys             | 3,212                | 1,300              | 780               | 2,692           | Eliminata in SF da Naomi Ōsaka [20]            |
| 15             | 15   | Elise Mertens            | 2,940                | 10                 | 240               | 3,170           | Eliminata al 4T da Sloane Stephens [3]         |
| 16             | 16   | Venus Williams           | 2,841                | 780                | 130               | 2,731           | Eliminata al 3T da Serena Williams [17]        |
| 17†            | 26   | Serena Williams          | 1,676                | 0                  | 1,300             | 2,976           | Sconfitta in finale da Naomi Ōsaka [20]        |
| 18             | 17   | Ashleigh Barty           | 2,740                | 130                | 240               | 2,850           | Eliminata al 4T da Karolína Plíšková [8]       |
| 19             | 18   | Anastasija Sevastova     | 2,250                | 430                | 780               | 2,600           | Eliminata in SF da Serena Williams [17]        |
| 20             | 19   | Naomi Ōsaka              | 2,245                | 130                | 2,000             | 4,115           | Vittoria in finale contro Serena Williams [17] |
| 21             | 21   | Mihaela Buzărnescu       | 2,068                | 40                 | 0                 | 2,028           | Ritirata prima del 1T                          |
| 22             | 22   | Marija Šarapova          | 2,003                | 240                | 240               | 2,003           | Eliminata al 4T da Carla Suárez Navarro [30]   |
| 23             | 23   | Barbora Strýcová         | 1,930                | 70                 | 130               | 1,990           | Eliminata al 3T da Elise Mertens [15]          |
| 24             | 25   | Coco Vandeweghe          | 1,878                | 780                | 10                | 1,108           | Eliminata al 1T da Kirsten Flipkens            |
| 25             | 32   | Dar'ja Gavrilova         | 1,435                | 70                 | 70                | 1,435           | Eliminata al 2T da Viktoryja Azaranka [WC]     |
| 26             | 20   | Aryna Sabalenka          | 2,140                | (60)‡              | 240               | 2,320           | Eliminata al 4T da Naomi Ōsaka [20]            |
| 27             | 28   | Anastasija Pavljučenkova | 1,585                | 10                 | 10                | 1,585           | Eliminata al 1T da Rebecca Peterson            |
| 28             | 27   | Anett Kontaveit          | 1,665                | 10                 | 10                | 1,665           | Eliminata al 1T da Kateřina Siniaková          |
| 29             | 35   | Dominika Cibulková       | 1,390                | 70                 | 240               | 1,560           | Eliminata al 4T da Madison Keys [14]           |
| 30             | 24   | Carla Suárez Navarro     | 1,879                | 240                | 430               | 2,069           | Eliminata ai QF da Madison Keys [14]           |
| 31             | 29   | Magdaléna Rybáriková     | 1,540                | 130                | 10                | 1,420           | Eliminata al 1T da Wang Qiang                  |
| 32             | 30   | Maria Sakkarī            | 1,514                | 130                | 70                | 1,454           | Eliminata al 2T da Sofia Kenin                 |
| N/A            | 36   | Lesja Curenko            | 1,385                | 10                 | 430               | 1,805           | Eliminata ai QF da Naomi Ōsaka [20]            |

† Serena William era la numero 26 del ranking all'annuncio delle teste di serie. Tuttavia è stata classificata al numero 17 dagli organizzatori poiché ha saltato una parte importante degli ultimi dodici mesi di stagione per la maternità.

‡ La giocatrice non si è qualificata per l'edizione 2017. Di conseguenza le vengono detratti i punti del suo 16º miglior risultato.

## Teste di serie nel doppio
| Legenda colori          |
| Vincitori               |
| Finalisti               |
| Semifinalisti           |
| Quarti di finale        |
| Eliminati al 1T, 2T, 3T |

### Doppio maschile
| Coppia                | Coppia                 | Rank1 | Tds |
| --------------------- | ---------------------- | ----- | --- |
| Oliver Marach         | Mate Pavić             | 5     | 1   |
| Henri Kontinen        | John Peers             | 9     | 2   |
| Mike Bryan            | Jack Sock              | 13    | 3   |
| Jamie Murray          | Bruno Soares           | 15    | 4   |
| Juan Sebastián Cabal  | Robert Farah           | 21    | 5   |
| Jean-Julien Rojer     | Horia Tecău            | 24    | 6   |
| Łukasz Kubot          | Marcelo Melo           | 27    | 7   |
| Raven Klaasen         | Michael Venus          | 36    | 8   |
| Pierre-Hugues Herbert | Nicolas Mahut          | 42    | 9   |
| Feliciano López       | Marc López             | 44    | 10  |
| Ivan Dodig            | Marcel Granollers      | 51    | 11  |
| Ben McLachlan         | Jan-Lennard Struff     | 53    | 12  |
| Julio Peralta         | Horacio Zeballos       | 63    | 13  |
| Robin Haase           | Matwé Middelkoop       | 63    | 14  |
| Rohan Bopanna         | Édouard Roger-Vasselin | 64    | 15  |
| Dominic Inglot        | Franko Škugor          | 66    | 16  |

- 1 Ranking al 20 agosto 2018.

### Doppio femminile
| Coppia                    | Coppia                      | Rank1 | Tds |
| ------------------------- | --------------------------- | ----- | --- |
| Barbora Krejčíková        | Kateřina Siniaková          | 7     | 1   |
| Tímea Babos               | Kristina Mladenovic         | 9     | 2   |
| Andrea Sestini Hlaváčková | Barbora Strýcová            | 17    | 3   |
| Gabriela Dabrowski        | Xu Yifan                    | 21    | 4   |
| Andreja Klepač            | María José Martínez Sánchez | 28    | 5   |
| Lucie Hradecká            | Ekaterina Makarova          | 32    | 6   |
| Elise Mertens             | Demi Schuurs                | 32    | 7   |
| Nicole Melichar           | Květa Peschke               | 33    | 8   |
| Kiki Bertens              | Johanna Larsson             | 39    | 9   |
| Chan Hao-ching            | Yang Zhaoxuan               | 43    | 10  |
| Vania King                | Katarina Srebotnik          | 64    | 11  |
| Alicja Rosolska           | Abigail Spears              | 64    | 12  |
| Ashleigh Barty            | Coco Vandeweghe             | 66    | 13  |
| Raquel Kops-Jones         | Anna-Lena Grönefeld         | 66    | 14  |
| Irina-Camelia Begu        | Monica Niculescu            | 70    | 15  |
| Miyu Katō                 | Makoto Ninomiya             | 81    | 16  |

### Doppio misto
| Coppia                    | Coppia                 | Rank1 | Tds |
| ------------------------- | ---------------------- | ----- | --- |
| Gabriela Dabrowski        | Mate Pavić             | 12    | 1   |
| Nicole Melichar           | Oliver Marach          | 19    | 2   |
| Chan Hao-ching            | Henri Kontinen         | 28    | 3   |
| Latisha Chan              | Ivan Dodig             | 29    | 4   |
| Andrea Sestini Hlaváčková | Édouard Roger-Vasselin | 34    | 5   |
| Demi Schuurs              | Matwé Middelkoop       | 41    | 6   |
| Katarina Srebotnik        | Michael Venus          | 41    | 7   |
| Abigail Spears            | Juan Sebastián Cabal   | 43    | 8   |

1Ranking al 20 agosto 2018.

## Wildcard
Ai seguenti giocatori è stata assegnata una wildcard per accedere al tabellone principale.

### Singolare maschile
- Jenson Brooksby
- Bradley Klahn
- Jason Kubler
- Michael Mmoh
- Corentin Moutet
- Noah Rubin
- Tim Smyczek
- Stan Wawrinka

### Singolare femminile
- Amanda Anisimova
- Viktoryja Azaranka
- Lizette Cabrera
- Svetlana Kuznecova
- Claire Liu
- Asia Muhammad
- Whitney Osuigwe
- Harmony Tan

### Doppio maschile
- Christopher Eubanks /  Donald Young
- Christian Harrison /  Ryan Harrison
- Evan King /  Nathan Pasha
- Kevin King /  Reilly Opelka
- Bradley Klahn /  Daniel Nestor
- Patrick Kypson /  Danny Thomas
- Martin Redlicki /  Evan Zhu

### Doppio femminile
- Jennifer Brady /  Asia Muhammad
- Caroline Dolehide /  Christina McHale
- Nicole Gibbs /  Sabrina Santamaria
- Sofia Kenin /  Sachia Vickery
- Allie Kiick /  Jamie Loeb
- Varvara Lepchenko /  Bernarda Pera
- Caty McNally /  Whitney Osuigwe

### Doppio misto
- Amanda Anisimova /  Michael Mmoh
- Kaitlyn Christian /  James Cerretani
- Danielle Collins /  Tom Fawcett
- Cori Gauff /  Christopher Eubanks
- Jamie Loeb /  Noah Rubin
- Christina McHale /  Christian Harrison
- Whitney Osuigwe /  Frances Tiafoe
- Taylor Townsend /  Donald Young

## Qualificazioni

### Singolare maschile
1. Ugo Humbert
2. Stefano Travaglia
3. Federico Gaio
4. Casper Ruud
5. Marcel Granollers
6. Hubert Hurkacz
7. Lloyd Harris
8. Dennis Novak
9. Félix Auger-Aliassime
10. Collin Altamirano
11. Mitchell Krueger
12. Donald Young
13. Tommy Robredo
14. Facundo Bagnis
15. Yannick Maden
16. Carlos Berlocq

#### Lucky Loser
1. Ruben Bemelmans
2. Peter Polansky
3. Lorenzo Sonego

### Singolare femminile
1. Jil Teichmann
2. Marie Bouzková
3. Anna Kalinskaja
4. Julia Glushko
5. Karolína Muchová
6. Anhelina Kalinina
7. Arantxa Rus
8. Francesca Di Lorenzo
9. Ons Jabeur
10. Nicole Gibbs
11. Heather Watson
12. Vera Zvonarëva
13. Kathinka von Deichmann
14. Danielle Lao
15. Patty Schnyder
16. Eugenie Bouchard

#### Lucky Loser
1. Mona Barthel
2. Madison Brengle

## Ritiri
Prima del torneo
Singolare maschile
- Tomáš Berdych → sostituito da  Viktor Troicki
- Pablo Cuevas → sostituito da  Peter Polansky
- Aleksandr Dolhopolov → sostituito da  Michail Južnyj
- Jared Donaldson → sostituito da  Lorenzo Sonego
- Guillermo García López → sostituito da  Ruben Bemelmans
- Cedrik-Marcel Stebe → sostituito da  Guido Andreozzi
- Jo-Wilfried Tsonga → sostituito da  James Duckworth
- Jiří Veselý → sostituito da  Nicolas Mahut

Singolare femminile
- Catherine Bellis → sostituita da  Vania King
- Mihaela Buzărnescu → sostituita da  Mona Barthel
- Luksika Kumkhum → sostituita da  Madison Brengle
- Mirjana Lučić-Baroni → sostituita da  Caroline Dolehide
- Peng Shuai → sostituita da  Natal'ja Vichljanceva
- Elena Vesnina → sostituita da  Markéta Vondroušová

Durante il torneo
Singolare maschile
- Félix Auger-Aliassime
- Ričardas Berankis
- Pablo Carreño Busta
- Marius Copil
- David Ferrer
- Filip Krajinović
- Jason Kubler
- Leonardo Mayer
- Gaël Monfils
- Rafael Nadal
- Sam Querrey
- Stefano Travaglia
- Michail Južnyj

Singolare femminile
- Kathinka von Deichmann

## Tennisti partecipanti ai singolari
- Singolare maschile

| Campione                  | Campione              | Finalista                 | Finalista                  |
| ------------------------- | --------------------- | ------------------------- | -------------------------- |
| Novak Đoković [6]         | Novak Đoković [6]     | Juan Martín del Potro [3] | Juan Martín del Potro [3]  |
| Semifinalisti             |                       |                           |                            |
| Rafael Nadal [1]          | Rafael Nadal [1]      | Kei Nishikori [21]        | Kei Nishikori [21]         |
| Eliminati ai quarti       |                       |                           |                            |
| Dominic Thiem [9]         | John Isner [11]       | Marin Čilić [7]           | John Millman               |
| Eliminati al 4º turno     |                       |                           |                            |
| Nikoloz Basilašvili       | Kevin Anderson [5]    | Borna Ćorić [20]          | Milos Raonic [25]          |
| David Goffin [10]         | Philipp Kohlschreiber | João Sousa                | Roger Federer [2]          |
| Eliminati al 3º turno     |                       |                           |                            |
| Karen Chačanov [27]       | Guido Pella           | Taylor Fritz              | Denis Shapovalov [28]      |
| Fernando Verdasco [31]    | Daniil Medvedev       | Dušan Lajović             | Stan Wawrinka (WC)         |
| Alex de Minaur            | Jan-Lennard Struff    | Diego Schwartzman [13]    | Alexander Zverev [4]       |
| Richard Gasquet [26]      | Lucas Pouille [17]    | Michail Kukuškin          | Nick Kyrgios [30]          |
| Eliminati al 2º turno     |                       |                           |                            |
| Vasek Pospisil            | Lorenzo Sonego (LL)   | Jack Sock [18]            | Paolo Lorenzi              |
| Steve Johnson             | Jason Kubler (WC)     | Andreas Seppi             | Jérémy Chardy              |
| Denis Kudla               | Andy Murray (PR)      | Roberto Carballés Baena   | Stefanos Tsitsipas [15]    |
| Nicolás Jarry             | Cameron Norrie        | Gilles Simon              | Ugo Humbert (Q)            |
| Hubert Hurkacz (Q)        | Frances Tiafoe        | Julien Benneteau          | Robin Haase                |
| Jaume Munar               | Gaël Monfils          | Matthew Ebden             | Nicolas Mahut (LL)         |
| Tennys Sandgren           | Laslo Đere            | Marcos Baghdatis          | Pablo Carreño Busta [12]   |
| Fabio Fognini [14]        | Chung Hyeon [15]      | Pierre-Hugues Herbert     | Benoît Paire               |
| Eliminati al 1º turno     |                       |                           |                            |
| David Ferrer              | Lukáš Lacko           | Gilles Müller             | Albert Ramos Viñolas       |
| Guido Andreozzi           | Aljaž Bedene          | Casper Ruud (Q)           | Kyle Edmund [16]           |
| Mirza Bašić               | Denis Istomin         | Miša Zverev               | Roberto Bautista Agut [19] |
| Félix Auger-Aliassime (Q) | Sam Querrey           | Andrej Rublëv             | Ryan Harrison              |
| Donald Young              | Matteo Berrettini     | James Duckworth (PR)      | Feliciano López            |
| Florian Mayer             | Mitchell Krueger (Q)  | Evgenij Donskoj           | Tommy Robredo (Q)          |
| Bradley Klahn (WC)        | Peter Gojowczyk       | Jordan Thompson           | Damir Džumhur [24]         |
| Carlos Berlocq (Q)        | Lloyd Harris (Q)      | Collin Altamirano (Q)     | Grigor Dimitrov [8]        |
| Marius Copil              | Stefano Travaglia (Q) | Tarō Daniel               | Adrian Mannarino [29]      |
| Marco Cecchinato [22]     | Tim Smyczek (WC)      | Mackenzie McDonald        | Federico Gaio (Q)          |
| Federico Delbonis         | Ruben Bemelmans (LL)  | Facundo Bagnis (Q)        | Maximilian Marterer        |
| Filip Krajinović [32]     | Yannick Hanfmann      | Corentin Moutet (WC)      | Peter Polansky (LL)        |
| Márton Fucsovics          | Viktor Troicki        | Leonardo Mayer            | Yūichi Sugita              |
| Yannick Maden (Q)         | Michail Južnyj        | Marcel Granollers (Q)     | Malek Jaziri               |
| Michael Mmoh (WC)         | Jenson Brooksby (WC)  | Noah Rubin (WC)           | Ričardas Berankis          |
| Radu Albot                | Yuki Bhambri          | Dennis Novak (Q)          | Yoshihito Nishioka         |

- Singolare femminile

| Campionessa               | Campionessa                | Finalista                 | Finalista                     |
| ------------------------- | -------------------------- | ------------------------- | ----------------------------- |
| Naomi Ōsaka [20]          | Naomi Ōsaka [20]           | Serena Williams [17]      | Serena Williams [17]          |
| Semifinaliste             |                            |                           |                               |
| Anastasija Sevastova [19] | Anastasija Sevastova [19]  | Madison Keys [14]         | Madison Keys [14]             |
| Eliminate ai quarti       |                            |                           |                               |
| Karolína Plíšková [8]     | Sloane Stephens [3]        | Carla Suárez Navarro [30] | Lesja Curenko                 |
| Eliminate al 4º turno     |                            |                           |                               |
| Kaia Kanepi               | Ashleigh Barty [18]        | Elise Mertens [15]        | Elina Svitolina [7]           |
| Marija Šarapova [22]      | Dominika Cibulková [29]    | Aryna Sabalenka [26]      | Markéta Vondroušová           |
| Eliminate al 3º turno     |                            |                           |                               |
| Rebecca Peterson          | Venus Williams [16]        | Karolína Muchová (Q)      | Sofia Kenin                   |
| Viktoryja Azaranka (WC)   | Barbora Strýcová [23]      | Ekaterina Makarova        | Wang Qiang                    |
| Caroline Garcia [6]       | Jeļena Ostapenko [10]      | Aleksandra Krunić         | Angelique Kerber [4]          |
| Petra Kvitová [5]         | Aljaksandra Sasnovič       | Kiki Bertens [13]         | Kateřina Siniaková            |
| Eliminate al 2º turno     |                            |                           |                               |
| Jil Teichmann (Q)         | Vania King (PR)            | Carina Witthöft           | Camila Giorgi                 |
| Garbiñe Muguruza [12]     | Lucie Šafářová             | Maria Sakkarī [32]        | Ana Bogdan                    |
| Anhelina Kalinina (Q)     | Dar'ja Gavrilova [25]      | Lara Arruabarrena         | Vera Lapko                    |
| Julia Görges [9]          | Claire Liu (WC)            | Irina-Camelia Begu        | Tatjana Maria                 |
| Mónica Puig               | Kristina Mladenovic        | Sorana Cîrstea            | Taylor Townsend               |
| Bernarda Pera             | Kirsten Flipkens           | Hsieh Su-wei              | Johanna Larsson               |
| Wang Yafan                | Vera Zvonarëva (Q)         | Julia Glushko (Q)         | Dar'ja Kasatkina [11]         |
| Francesca Di Lorenzo (Q)  | Eugenie Bouchard (Q)       | Ajla Tomljanović          | Caroline Wozniacki [2]        |
| Eliminate al 1º turno     |                            |                           |                               |
| Simona Halep [1]          | Dalila Jakupovič           | Natal'ja Vichljanceva     | Anastasija Pavljučenkova [27] |
| Magda Linette             | Caroline Dolehide          | Whitney Osuigwe (WC)      | Svetlana Kuznecova (WC)       |
| Zhang Shuai               | Dajana Jastrems'ka         | Petra Martić              | Ons Jabeur (Q)                |
| Asia Muhammad (WC)        | Madison Brengle (LL)       | Marie Bouzková (Q)        | Zarina Dijas                  |
| Evgenija Rodina           | Kathinka von Deichmann (Q) | Viktória Kužmová          | Sara Sorribes Tormo           |
| Danielle Lao (Q)          | Kateryna Kozlova           | Kateryna Bondarenko       | Kurumi Nara                   |
| Anna Kalinskaja (Q)       | Heather Watson (Q)         | Polona Hercog             | Donna Vekić                   |
| Magdaléna Rybáriková [31] | Jennifer Brady             | Agnieszka Radwańska       | Sachia Vickery                |
| Johanna Konta             | Stefanie Vögele            | Tamara Zidanšek           | Nicole Gibbs (Q)              |
| Patty Schnyder (Q)        | Alison Riske               | Amanda Anisimova (WC)     | Andrea Petković               |
| Pauline Parmentier        | Julija Putinceva           | Timea Bacsinszky (PR)     | Coco Vandeweghe [24]          |
| Arantxa Rus (Q)           | Ekaterina Aleksandrova     | Alizé Cornet              | Margarita Gasparjan (PR)      |
| Yanina Wickmayer          | Anna Karolína Schmiedlová  | Anna Blinkova             | Danielle Collins              |
| Laura Siegemund (PR)      | Monica Niculescu           | Belinda Bencic            | Tímea Babos                   |
| Kristýna Plíšková         | Christina McHale           | Harmony Tan (WC)          | Mona Barthel (LL)             |
| Anett Kontaveit [28]      | Lizette Cabrera (WC)       | Alison Van Uytvanck       | Samantha Stosur               |

## Campioni

### Seniors

#### Singolare maschile
Novak Đoković ha battuto in finale  Juan Martín del Potro con il punteggio di 6–3, 7–6(4), 6–3.
- È il settantunesimo titolo in carriera per Đoković, il terzo della stagione.

#### Singolare femminile
Naomi Ōsaka ha battuto in finale  Serena Williams con il punteggio di 6–2, 6–4.
- È il secondo titolo in carriera per Osaka, il secondo della stagione.

#### Doppio maschile
Mike Bryan /  Jack Sock hanno battuto in finale  Łukasz Kubot /  Marcelo Melo con il punteggio di 6–3, 6–1.

#### Doppio femminile
Ashleigh Barty /  Coco Vandeweghe hanno battuto in finale Tímea Babos /  Kristina Mladenovic con il punteggio di 3–6, 7–6(2), 7–6(6).

#### Doppio misto
Bethanie Mattek-Sands /  Jamie Murray hanno battuto in finale  Alicja Rosolska /  Nikola Mektić con il punteggio di 2–6, 6–3, [11–9].

### Junior

#### Singolare ragazzi
Thiago Seyboth Wild ha battuto in finale  Lorenzo Musetti con il punteggio di 6–1, 2–6, 6–2.

#### Singolare ragazze
Wang Xiyu ha battuto in finale  Clara Burel con il punteggio di 7–6(4), 6–2.

#### Doppio ragazzi
Adrian Andreev /  Anton Matusevich hanno battuto in finale  Emilio Nava /  Axel Nefve con il punteggio di 6–4, 2–6, [10–8].

#### Doppio ragazze
Cori Gauff /  Caty McNally hanno battuto in finale  Hailey Baptiste /  Dalayna Hewitt con il punteggio di 6–3, 6–2.

### Tennisti in carrozzina

#### Singolare maschile in carrozzina
Alfie Hewett ha battuto in finale  Shingo Kunieda con il punteggio di 6-3, 7-5.

#### Singolare femminile in carrozzina
Diede de Groot ha battuto in finale  Yui Kamiji con il punteggio di 6–2, 6–3.

#### Quad singolare
Dylan Alcott ha battuto in finale  David Wagner con il punteggio di 7–5, 6–2.

#### Doppio maschile in carrozzina
Alfie Hewett /  Gordon Reid hanno battuto in finale  Stéphane Houdet /  Nicolas Peifer con il punteggio di 5–7, 6–3, [11–9].

#### Doppio femminile in carrozzina
Diede de Groot /  Yui Kamiji hanno battuto in finale  Marjolein Buis /  Aniek van Koot con il punteggio di 6–3, 6–4.

#### Quad doppio
Andrew Lapthorne /  David Wagner hanno battuto in finale  Dylan Alcott /  Bryan Barten con il punteggio di 3–6, 6–0, [10–4].

## Punti
| Evento              | V    | F    | SF  | QF  | 4T  | 3T  | 2T | 1T | Q  | Q3 | Q2 | Q1 |
| Singolare maschile  | 2000 | 1200 | 720 | 360 | 180 | 90  | 45 | 10 | 25 | 16 | 8  | 0  |
| Doppio maschile     | 2000 | 1200 | 720 | 360 | 180 | 90  | 0  | —  | —  | —  | —  | —  |
| Singolare femminile | 2000 | 1300 | 780 | 430 | 240 | 130 | 70 | 10 | 40 | 30 | 20 | 2  |
| Doppio femminile    | 2000 | 1300 | 780 | 430 | 240 | 130 | 10 | —  | —  | —  | —  | —  |

## Montepremi
Il montepremi complessivo per il 2018 è di 53.000.000$.
| Evento       | V          | F          | SF       | QF       | 4T       | 3T       | 2T      | 1T      | Q3      | Q2      | Q1     |
| Singolare    | $3,800,000 | $1,850,000 | $925,000 | $475,000 | $266,000 | $156,000 | $93,000 | $54,000 | $30,000 | $16,000 | $8,000 |
| Doppio       | $700,000   | $350,000   | $166,400 | $85,275  | $46,563  | $27,876  | $16,500 | N.D.    | N.D.    | N.D.    | N.D.   |
| Doppio misto | $155,000   | $70,000    | $30,000  | $15,000  | $10,000  | $5,000   | N.D.    | N.D.    | N.D.    | N.D.    | N.D.   |